# Eoophyla parapomasalis
Eoophyla parapomasalis là một loài bướm đêm trong họ Crambidae.